# Afralebra youngi
Afralebra youngi är en insektsart som beskrevs av Irena Dworakowska 1993. Afralebra youngi ingår i släktet Afralebra och familjen dvärgstritar.
Artens utbredningsområde är Nigeria. Inga underarter finns listade i Catalogue of Life.